# Le Mouvement perpétuel
 (mars 2019).
Améliorez-le ou discutez des points à vérifier. 
 (mars 2019).

Le Mouvement perpétuel est le deuxième recueil de poèmes publié en 1926 par Louis Aragon, après Feu de Joie (1920). Entre-temps, Aragon a publié plusieurs romans en prose comme Anicet ou le Panorama et Les Aventures de Télémaque. Ce recueil se compose de deux sections : « Le Mouvement perpétuel », qui inclut les textes écrits entre 1920 et 1924, et « Les Destinées de la poésie », où sont recueillis les poèmes écrits entre 1924 et 1926. Cette œuvre de « rupture » se place dans le contexte de l'avant-garde poétique en France au début du vingtième siècle.

## Le Mouvement perpétuel: contexte et projet poétique

### Le contexte
Les années 1920-1924 représentent pour Aragon une période de transition entre l’influence dadaïste et le mouvement surréaliste. En 1919, le poète avait fondé avec André Breton et Philippe Soupault la revue Littérature, dans laquelle les expérimentations du « Dada français » étaient publiées. En 1924, Aragon s’éloigne du Dada et rejoint les rangs du surréalisme avec Breton, Soupault et Éluard. Les poèmes recueillis dans Le Mouvement perpétuel témoignent de cette période.
Parallèlement, Le Mouvement perpétuel se situe dans un contexte historique de crise de la poésie, causée par le « langage éclaté au début du siècle ». Le titre du recueil d’Aragon, quasi oxymorique, montre que le poète envisage un renouvellement poétique. Cela se fait à travers une altération constante de la langue, des formes et du sens.

### Le projet poétique
Le projet d’un Mouvement perpétuel s'envisage d’abord au niveau des formes poétiques. Aragon écrit, en 1922, que le « mouvement perpétuel n’est peut-être plus une chimère », précisant qu’« à l’époque où un physicien démontre l’existence d’une étoile, il est donné à des poètes de découvrir des domaines interdits à la poésie ». Les textes poétiques se rapprochent alors de ce qui était interdit – le prosaïsme – et la parole se relâche. La couverture du recueil l’annonce immédiatement : les mots se disposent dans toutes les directions. C’est le poète lui-même qui l’a conçue, afin de donner l’impression d’« un effet de miroir, comme dans un "mouvement perpétuel" ».
Le Mouvement perpétuel témoigne aussi, dans ses poèmes, du mouvement de la modernité. Cette dernière s’envisage à la fois à travers le « mouvement » fourmillant des grandes villes et la vitesse du progrès technique.
Le Mouvement perpétuel comporte aussi une visée politique. Selon Aragon, pendant la Première Guerre Mondiale, les hommes de lettres avaient contribué à la propagande et à l’enthousiasme patriotique. Après cette expérience, le poète se promet de « rendre impossible la trahison des clercs ». Il soumet alors les mots au désordre et à un relâchement continu. Ainsi, dès l’ouverture, la dédicace annonce le ton d’insolence du recueil, déniant aux mots toute faculté mobilisatrice : « merde à ceux qui le liront ! ».

## Le Mouvement perpétuelet la poétique d'Aragon

### La parole en mouvement
L’atmosphère du recueil est avant tout urbaine et essentiellement parisienne, animée par les moyens de locomotion. Elle accumule un lexique familier et des agrammaticalités, contribuant à « une écriture mouvante et mouvementée ».
Aragon prête à son recueil une dimension ouvertement orale. L’épanorthose constitue une des figures d’oralité les plus présentes, livrant la parole à une reformulation constante. Toujours en mouvement, la parole aragonienne affirme alors sa morale : « Vous pouvez toujours me crier Fixe / (…) / Je m’échappe indéfiniment sous le chapeau de l’infini ».

### Une entreprise de défigement
La parole aragonienne contrevient à toute tentation de fixité, aussi bien lexicale que prosodique. Comme le dit le poète : « Quel danger je cours Immobile ». Des titres comme « Villanelle », « Le Dernier des madrigaux » ou « Pastorale » annoncent des formes traditionnelles qui ne sont finalement pas respectées dans les poèmes qui suivent.
À l’échelle métrique, Aragon défige les vers et les strophes. Des lettres majuscules soulignent « l’artificialité de la prononciation poétique », comme dans « SE rEtirE dE dEvant mEs yEux ». En intitulant un sonnet "Un air embaumé", il fait passer cette forme poétique traditionnelle comme révolue.
Aragon déconstruit aussi les schémas traditionnels des rimes: « Il est en perpétuel mouvement, toujours à la recherche de métriques, de formes et d'images nouvelles ». Plusieurs proses apparaissent dans le recueil attestant que, selon le poète, « il n’existe pas de distinction fondamentale entre la prose et le vers ».

### La perte du sens
Certains passages du recueil jouent avec la saturation sonore en accumulant les homophonies, les calembours et les paronomases. Les répétitions phonétiques renvoient à un « bredouillement pseudo-enfantin ». Parallèlement, elles contribuent au ton ironique qui traverse tout le recueil. En effet, Le Mouvement perpétuel fait partie de la période aragonienne de « l’ironie reine ».
Le poème « Persiennes » est emblématique de la perte de sens du langage. Il répète vingt fois le mot « persienne », en s’achevant sur un point d’interrogation. Aragon indiquera plus tard que cette répétition contribue à vider le mot de sa signification. Cette destruction désinvolte témoigne de la persistance du « fou rire dadaïste » dans l’esthétique aragonienne de cette période.

## Réception et republications
Si le recueil est publié en 1926, mis à part quelques poèmes publiés dans des revues littéraires (notamment « Suicide » dans Cannibale le 25 avril 1920 et « Persiennes » dans Proverbe le 1er mai 1920), il est tiré à seulement 286 exemplaires et le succès du Paysan de Paris tend à l’éclipser.
Il faut attendre 1970 pour que Gallimard republie Le Mouvement perpétuel au côté de Feu de joie et Écritures automatiques. Enfin, en 1989, le recueil est de nouveau édité dans le cadre de l’Œuvre poétique entreprise par Aragon. Dans cette édition, les deux sections, « Le Mouvement perpétuel » et « Les Destinées de la poésie » sont séparées dans deux volumes distincts.

### Éditions
- Louis Aragon, Le Mouvement perpétuel , Paris, Gallimard, 1926
- Louis Aragon, Le Mouvement perpétuel, précédé de Feu de joie et suivi de Écritures automatiques, Paris, Gallimard, Poésie/Gallimard, édition d'Alain Jouffroy, 1970.
- Louis Aragon, L'œuvre poétique, tome I, livre I, Paris, Messidor/Livre Club Diderot, 1989.
- Louis Aragon, Œuvres poétiques complètes, t. 1, Gallimard, édition publiée sous la direction d'Olivier Barbarant avec la collaboration de Daniel Bougnoux, François Eychart, Marie-Thérèse Eychart, Nathalie Limat-Letellier et Jean-Baptiste Para. Préface de Jean Ristat, coll. « Bibliothèque de la Pléiade », 2007.